# إيدي فيغا
إيدي فيغا (بالإسبانية: Eddy Vega)‏ (13 أغسطس 1980 في هندوراس - ) هو مدرب كرة قدم ولاعب كرة قدم هندوراسي في مركز الهجوم. شارك مع منتخب هندوراس لكرة القدم. أما مع النوادي، فقد لعب مع ريال إسبانيا وComayagua F.C. ‏ ونادي بلاتنسي وDeportivo Zacapa ‏ وC.D. Honduras Progreso ‏ وDeportivo Coatepeque ‏ وباريلاس وان وVillanueva F.C. ‏.

## وصلات خارجية
- إيدي فيغا على موقع قاعدة بيانات كرة القدم.إي يو (الإنجليزية)
- إيدي فيغا على موقع ناشيونال فوتبول تيمز (الإنجليزية)